# Church Point
Church Point is een plaats (town) in de Amerikaanse staat Louisiana, en valt bestuurlijk gezien onder Acadia Parish.

## Demografie
Bij de volkstelling in 2000 werd het aantal inwoners vastgesteld op 4756.
In 2006 is het aantal inwoners door het United States Census Bureau geschat op 4752, een daling van 4 (-0,1%).

## Geografie
Volgens het United States Census Bureau beslaat de plaats een oppervlakte van
7,1 km², geheel bestaande uit land. Church Point ligt op ongeveer 14 m boven zeeniveau.

## Plaatsen in de nabije omgeving
De onderstaande figuur toont nabijgelegen plaatsen in een straal van 20 km rond Church Point.

## Bekende Church Pointers
- Doris Matte (1937-2011), cajun-accordeonist
- Rosie Ledet (1971), zydeco-muzikante